# Немецкий язык в Дании

Знамя Союза немецкоязычных жителей Северного Шлезвига (BDN)

На немецком языке в Дании говорят около 15000—20000 человек, относящих себя к жителям Северного Шлезвига (нем. deutsche Nordschleswiger). Язык не является официальным и используется как язык меньшинств.
В процентном отношении к немецкоязычным меньшинствам в Дании относят около 6-9 % населения Южной Ютландии. С 2007 года, когда этот регион был включён в состав области Южная Дания, доля представителей немецкоязычного населения приближенно варьирует от одного до двух процентов.

## Идентификация немецкоязычного меньшинства
В публикующихся в Северном Шлезвиге изданиях по отношению к немецкоязычным меньшинствам Дании предпочитают употреблять выражение deutsche Volksgruppe как наименование немецкой диаспоры. Сами датчане по отношению к немцам употребляют выражения tysksindet (понимается как «немецкоязычные» или «носители немецкого») или hjemmetyskere (в данном указывается происхождение или принадлежность к национальности — «происходящие из немцев»).
Последнее слово ещё в середине XIX века обозначало немцев Шлезвига в противоположность к прусским служащим и солдатам и часто воспринималось как унизительное или дискриминирующее по отношению к немцам. Сегодня слово hjemmetyskere утратило изначально унизительную семантику и сегодня также понимается как обозначение представителей немецкоязычной диаспоры в Дании.

## Культурно-языковая специфика
Немцы и датчане, жители Северного Шлезвига, имеют много общего с позиций как языковых, так и культурных. Это связано с тем, что за несколько поколений две германские культуры тесно взаимодействуют друг с другом, причём доминирующей является датская.
В большинстве случаев датские немцы прекрасно владеют двумя языками: местным датским и нижненемецким. Литературный немецкий язык используется, как и в Германии, чаще всего во время каких-либо мероприятий, в качестве языка специальных печатных изданий и прессы для немцев, а также в других случаях.
В разговорной речи, в быту, внутри диаспоры используется нижненемецкий язык (в нижнесаксонском варианте). При общении с датчанами используют южноютландский диалект датского языка (дат. Sønderjysk), распространённый в этой области. В последнее время южноютландский утрачивает свои позиции, и сам диалект находится на грани вымирания. Деятельность союза «Æ Synnejysk Forening» способствует тому, что южноютландский диалект, общий для немцев и датчан Южной Ютландии, продолжал своё существование.

## Современное положение

Марка 1985 года, посвящённая тридцатилетию Боннско-Копенгагенских соглашений

После соглашений 1955 года между Бонном и Копенгагеном положение немцев в Дании и датчан в Германии несколько изменилось: какие-либо дискриминационные действия по отношению к диаспорам пресекались, сами датские немцы по сути приравнивались к датчанам, имея все права на использование немецкого языка, абсолютные политические права, равный доступ к социальным услугам и многое другое.